# Azospirillum doebereinerae
Azospirillum doebereinerae é uma bactéria Gram-negativa, fixadora de nitrogênio, descrita em 2001 pelo grupo liderado por Eckert et al. (DSM 13131^T) a partir de raízes de plantas do gênero Miscanthus (gramíneas C4). Ela contribui para o crescimento das plantas ao promover o desenvolvimento radicular e a assimilação de nutrientes, sendo também separada de outras espécies do gênero por sua sequência genética 16S rRNA e características fisiológicas específicas.

## Características e Biologia
Azospirillum doebereinerae apresenta células em forma de bastonete curvado, medindo aproximadamente 1,0–1,5 µm de largura por 2,0–3,0 µm de comprimento. É motil, com um único flagelo polar, e sua coloração em meio sólido é geralmente esbranquiçada ou bege pálido.
É uma bactéria aeróbica de metabolismo facultativo, capaz de crescer em meios com fontes orgânicas simples. Seu crescimento ideal ocorre entre 30 °C e 37 °C, e o pH ótimo varia entre 6,8 e 7,5. Produz ácido indolacético (AIA), uma auxina que contribui para o desenvolvimento das raízes das plantas hospedeiras.
A espécie foi separada de outras do gênero Azospirillum com base na sequência do gene 16S rRNA, em conjunto com características fisiológicas como tolerância ao sal e assimilação de fontes de carbono específicas.

## Uso e Importância Agronômica
A bactéria Azospirillum doebereinerae ajuda no crescimento vegetal ao reter o nitrogênio atmosférico e produzir auxinas, que estimulam o  crescimento radicular das plantas. Está sendo estudada e comumente usada como biofertilizante especialmente para gramíneas, o que contribui para reduzir o uso de fertilizantes químicos. A doebereinerae também mostra capacidade de enriquecer os solos pobres em nutrientes, como por exemplo os do Cerrado Brasileiro.

## Isolamento e Taxonomia
Essa bactéria foi isolada de raízes da planta Miscanthus, isso se deu em ambientes tropicais da América do Sul, como o Brasil. Ela foi caracterizada como uma nova espécie em 2001, por Eckert et al. Sua identificação tem base na sequência do gene 16S rRNA, por isso foi diferenciada de outras espécies do gênero Azospirillum, também foram analisadas suas características bioquímicas e fisiológicas: seu crescimento em diferentes solos, sua tolerância ao sal, dentre outras características. A cepa de referência da espécie é chamada DSM 13131^T.

## Conservação e Relevância Científica
Em estudos agronômicos é pesquisada como biofertilizante em culturas como arroz, milho e gramíneas tropicais, reduzindo a necessidade de fertilizantes nitrogenados. Ela pode ajudar na recuperação de solos desgastados e incentivar pŕaticas agrícolas mais sustentáveis. Serve como modelo para estudos de bactérias endofíticas.
1. ↑  Eckert, B; Weber, O B; Kirchhof, G; Halbritter, A; Stoffels, M; Hartmann, A (1 de janeiro de 2001). «Azospirillum doebereinerae sp. nov., a nitrogen-fixing bacterium associated with the C4-grass Miscanthus.». International Journal of Systematic and Evolutionary Microbiology (em inglês) (1): 17–26. ISSN 1466-5026. doi:10.1099/00207713-51-1-17. Consultado em 5 de junho de 2025
2. ↑  Singh, M.; Klingmüller, W. (1988). «A Tn5 Induced NifA Like Mutant of Azospirillum Brasilense». Berlin, Heidelberg: Springer Berlin Heidelberg: 26–31. ISBN 978-3-642-73074-0. Consultado em 5 de junho de 2025
3. ↑  Parker, Charles Thomas; Taylor, Dorothea; Garrity, George M (2 de dezembro de 2009). «Exemplar Abstract for Azospirillum doebereinerae Eckert et al. 2001.». The NamesforLife Abstracts. Consultado em 5 de junho de 2025